# ジャック・ペラン
ジャック・ペラン（Jacques Perrin、1941年7月13日 - 2022年4月21日）は、フランスの俳優・映画製作者。フランス、イタリアで活躍する、端正な顔立ちと繊細な演技で知られる俳優である。映画製作者としても高い評価を得た。

## 略歴
パリ出身。本名はジャック・アンドレ・シモネ（Jacques André Simonet）。ペランは母方の姓である。祖父はコメディ・フランセーズの演出家、父は同劇団の舞台美術家アレクサンドル・シモネ、母は舞台女優。
パリのフランス国立高等演劇学校（コンセルヴァトワール）で演技を学び優等で卒業。1957年、本名のジャック・シモネ名義で映画デビューしたのち、1960年にイタリアの映画監督ヴァレリオ・ズルリーニの『鞄を持った女』に出演、注目を浴びる。同じズルリーニ監督の『家族日誌』でマルチェロ・マストロヤンニの弟を演じ、世界的に知られた存在になる（マストロヤンニとは1990年に『みんな元気』で再び共演したが、その際は親子の役だった）。
1966年には『半人前の男』と『ラ・ブスカ』の2作品でヴェネツィア国際映画祭 男優賞を受賞（2作品とも日本では未公開）。ジャック・ドゥミ監督の『ロシュフォールの恋人たち』（1967年）や、ボリス・ヴィアン原作の『うたかたの日々』（1968年）にも出演、確かな演技力と美青年ぶりからアイドル的人気を博す。
27歳の時に映画スタジオを立ち上げ、初プロデュース作品となるコスタ＝ガヴラス監督の『Z』で1969年度アカデミー外国語映画賞を受賞。その後も積極的に映画製作を行い、『戒厳令』『ブラック・アンド・ホワイト・イン・カラー』など政治的な作品の製作を手掛けた。その傍ら、ズルリーニ監督の遺作となった『タタール人の砂漠』、アラン・ドロン共演の『復讐のビッグガン』、『サロメの季節』などに出演するが、儚げな雰囲気と幼さの残る風貌のためか、青年から大人の男に脱しきれないという感が拭えなかった。しかし、1989年の『ニュー・シネマ・パラダイス』で、成長したトト役を演じ、あらためて存在感を示した。
1995年には、映画誕生100周年を記念した『リュミエールの子供たち』を製作。ドキュメンタリー手法を用いた作品も発表し、1996年には『ミクロコスモス』でセザール賞プロデューサー賞を受賞、2002年には『WATARIDORI』でアカデミー賞ドキュメンタリー長編部門にノミネートされた。
近年は、プロデューサーとしての活躍が多いが、映画出演とともに、80年代半ばからはテレビドラマにも出演しているほか、パリで多くの舞台にも立った。
2022年4月21日、パリで80歳で死去したことが家族によって伝えられた。死因は公表されていない。4月29日にアンヴァリッドホテルで営まれた葬儀にはコスタ＝ガヴラス、アンソニー・ドロン、フロランス・パルリ、ブリジット・マクロン、海洋学者のフランソワ・サラノらが参列、遺灰は海に撒かれた。
2022年3月公開の“Goliath”が最後の出演作となった。

## 私生活
私生活では三児の父で、長男のマチュー・シモネは写真家で俳優、脚本も書き、監督作品もある。次男のマクサンス・ペランはフランス映画『コーラス』に、三男のランスロ・ペランは『オーシャンズ』に出演している。
姉は女優のエヴァ・シモネ。音楽家で映画監督のクリストフ・バラティエはエヴァの息子で、ジャックの甥にあたる。

## 主な出演作品
| 公開年 | 邦題 原題                                                                   | 役名                      | 備考                                                    |
| ------ | --------------------------------------------------------------------------- | ------------------------- | ------------------------------------------------------- |
| 1960   | 真実 La vérité                                                              | ジェローム                |                                                         |
| 1961   | 童貞物語 Les nymphettes                                                     | フェリペ                  |                                                         |
| 1961   | 鞄を持った女 La ragazza con la valigia                                      | ロレンツォ                |                                                         |
| 1962   | 家族日誌 Cronaca Familiare                                                  | ロレンツォ                |                                                         |
| 1963   | 堕落 La Corruzione                                                          | ステファノ                |                                                         |
| 1964   | 恋のなぎさ La Calda Vita                                                    | フレディ                  |                                                         |
| 1965   | 七人目に賭ける男 Compartment Tueurs                                         | ダニエル                  |                                                         |
| 1966   | ラ・ブスカ La Busca                                                         | マヌエル                  | ヴェネチア国際映画祭男優賞 受賞（『半人前の男』と共に） |
| 1966   | 半人前の男 Un Uomo a metà                                                   | ミシェル                  | ヴェネチア国際映画祭男優賞 受賞（『ラ・ブスカ』と共に） |
| 1967   | ロシュフォールの恋人たち Les Demoiselles de Rochefort                       | マクサンス                |                                                         |
| 1967   | 奇襲戦隊 Un homme de trop                                                   | Kerk                      |                                                         |
| 1967   | 未青年 La Grand Dadais                                                      | Alain Quesnard            |                                                         |
| 1968   | うたかたの日々 L'Écume des jours                                            | コリン                    |                                                         |
| 1968   | ふたりだけの夜明け Vivre la nuit                                            | フェリペ                  |                                                         |
| 1969   | Z                                                                           | ジャーナリスト            | 製作・出演                                              |
| 1970   | ロバと王女 Peau d'ane                                                       | 王子                      |                                                         |
| 1972   | 戒厳令 État de siège                                                        | 電話オペレーター          | 製作・出演                                              |
| 1976   | タタール人の砂漠 Il Deserto dei Tartari                                     | Drogo                     | 製作・出演                                              |
| 1980   | レッド・ベレー/史上最強の傭兵部隊 La légion saute sur Kolwezi               |                           |                                                         |
| 1981   | 蒼い本能 La disubbidienza                                                   | ダリオ                    |                                                         |
| 1982   | 戦争と名誉 L'honneur d'un capitaine                                         | カロン                    |                                                         |
| 1984   | サロメの季節 L'Année des Méduses                                            | ヴィク                    |                                                         |
| 1985   | 復讐のビッグガン Parole de flic                                             | ステファン・ライネル警部  |                                                         |
| 1988   | カレン族独立戦争/巨象の密林 Médecins des homes: Les Karens                  | ジュリアン                | テレビシリーズ                                          |
| 1988   | フォース・オブ・ラブ Médecins des homes: Mer de Chine: Le pays pour mémoire | ジュリアン                | テレビシリーズ 監督・出演                               |
| 1988   | ニュー・シネマ・パラダイス Nuovo cinema Paradiso                            | サルヴァトーレ            |                                                         |
| 1990   | ファイナルゾーン Fuga dal paradiso                                          | Eliseo                    |                                                         |
| 1992   | タッチ&ダイ/プルトニウム239追跡指令! Touch and Die                          | Steuben                   | テレビ映画                                              |
| 1992   | フライト・オブ・ジ・イノセント La Corsa dell'innocente                      | Davide Rienzi             |                                                         |
| 1993   | プロヴァンスの秘密 Le Château des oliviers                                  | Pierre Séverin            | 連続テレビドラマ、NHK衛星第2テレビジョンで放映          |
| 2000   | 少女首狩事件 Scènes de crimes                                               | Commissaire divisionnaire |                                                         |
| 2001   | ジェヴォーダンの獣 Le Pacte des loups                                       | Thomas Agé                |                                                         |
| 2004   | コーラス Les Choristes                                                      | ピエール・モランジュ      | 製作・出演                                              |
| 2005   | 美しき運命の傷痕 L'enfer                                                    | フレデリック              |                                                         |
| 2007   | ロンギヌスの槍を追え! La lance de la destinée                               | デヴィッド・レヴィ        | テレビ・ミニシリーズ                                    |
| 2008   | HOLD UP! Hold-up à l'italienne                                              | ヴィクター                | テレビ映画                                              |
| 2018   | 家なき子 希望の歌声 Rémi sans famille                                       | 壮年期レミ                | 日本劇場公開日 2020年11月20日                           |

## 製作
| 公開年 | 邦題 原題                                        | 担当                       | 備考                                               |
| ------ | ------------------------------------------------ | -------------------------- | -------------------------------------------------- |
| 1995   | リュミエールの子供たち Les enfants de Lumière    | 製作                       | ドキュメンタリー                                   |
| 1996   | ミクロコスモス Microcosmos: Le peuple de l'herbe | 製作                       | ドキュメンタリー セザール賞プロデューサー賞 受賞   |
| 1999   | キャラバン Himalaya - l'enfance d'un chef        | 製作                       | ドキュメンタリー                                   |
| 2001   | WATARIDORI Le Peuple Migrateur                   | 製作・総監督・ナレーション | ドキュメンタリー                                   |
| 2008   | 幸せはシャンソニア劇場から Faubourg 36           | 製作                       |                                                    |
| 2009   | オーシャンズ Océans                              | 監督・製作                 | ドキュメンタリー セザール賞ドキュメンタリー賞 受賞 |
| 2016   | シーズンズ2万年の地球旅行 Océans                 | 監督・製作                 | ドキュメンタリー                                   |

## 参照
1. ↑  “È morto l'attore francese Jacques Perrin, noto soprattutto per il suo ruolo in “Nuovo Cinema Paradiso””. Il Post (2022年4月21日). 2022年4月21日閲覧。
2. ↑  “The 42nd Academy Awards | 1970” (英語). www.oscars.org (2014年10月4日). 2025年6月24日閲覧。
3. ↑  “The 75th Academy Awards | 2003” (英語). www.oscars.org (2014年10月5日). 2025年6月24日閲覧。
4. ↑  “Mort de Jacques Perrin, comédien et chevalier blanc de la production indépendante”.   "Le Monde" (2022年4月21日). 2023年1月13日閲覧。
5. ↑  “Jacques Perrin savait que les risques sont faits pour être pris”.   "Paris Match" (2022年4月21日). 2023年1月13日閲覧。
6. ↑  家なき子 希望の歌声（日本公式サイト）